# Горват, Иван (писатель)
Иван Горват (словац. Ivan Horváth; 26 июля 1904, Сеница — 5 сентября 1960, Братислава) — словацкий юрист, писатель, политический деятель и дипломат. Член Коммунистической партии Чехословакии (КПЧ). Депутат Словацкого национального совета, депутат временного Национального собрания Чехословацкой Республики (1945—1946) от Коммунистической партии Словакии (КПС). Посол Чехословакии в Венгрии. Во время политических процессов репрессирован.

## Биография

### Семья

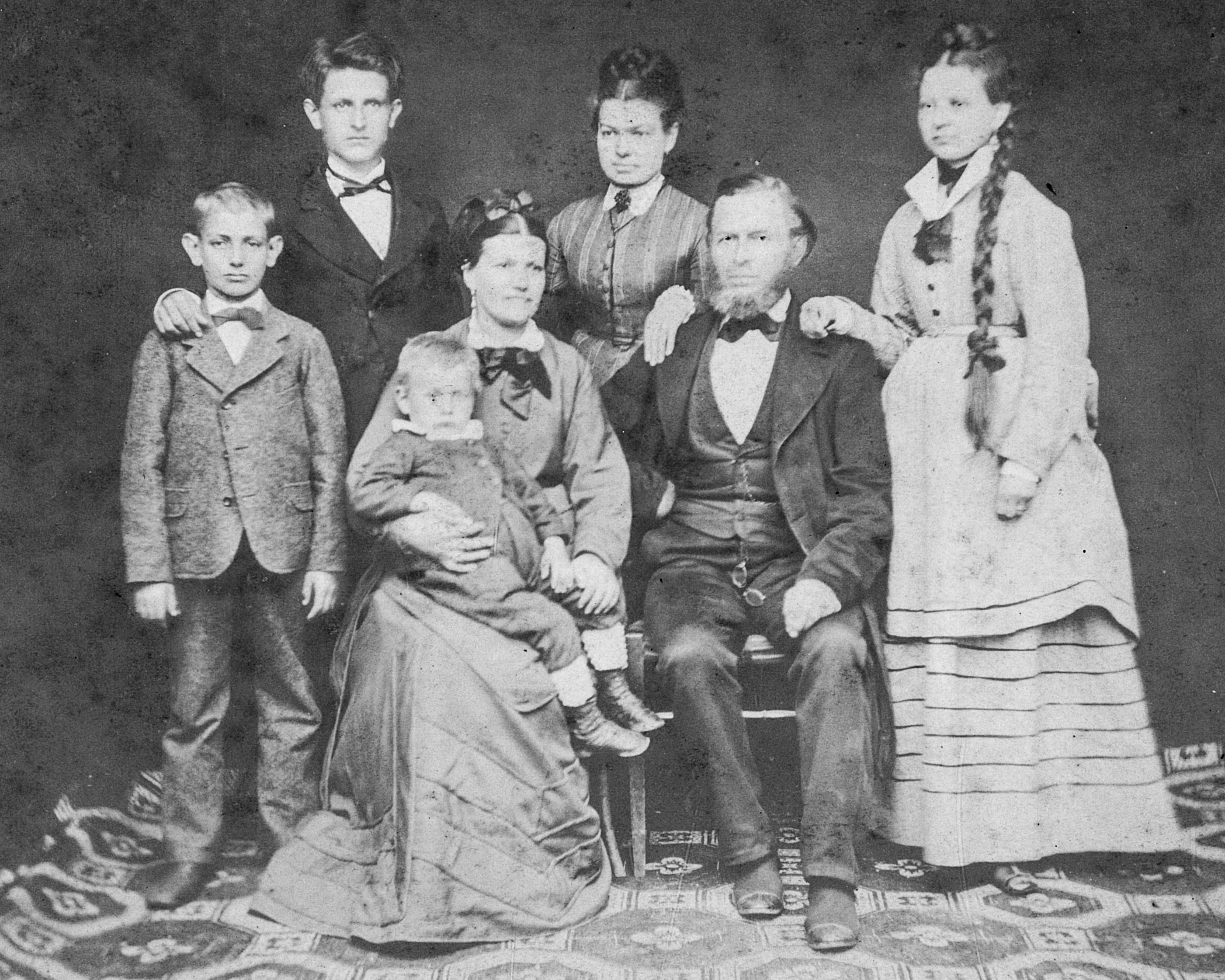
Семья Горват в августе 1876 года

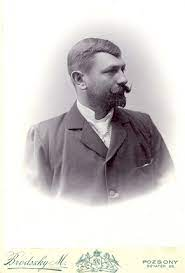
Цирил Горват (1864—1931), отец Ивана

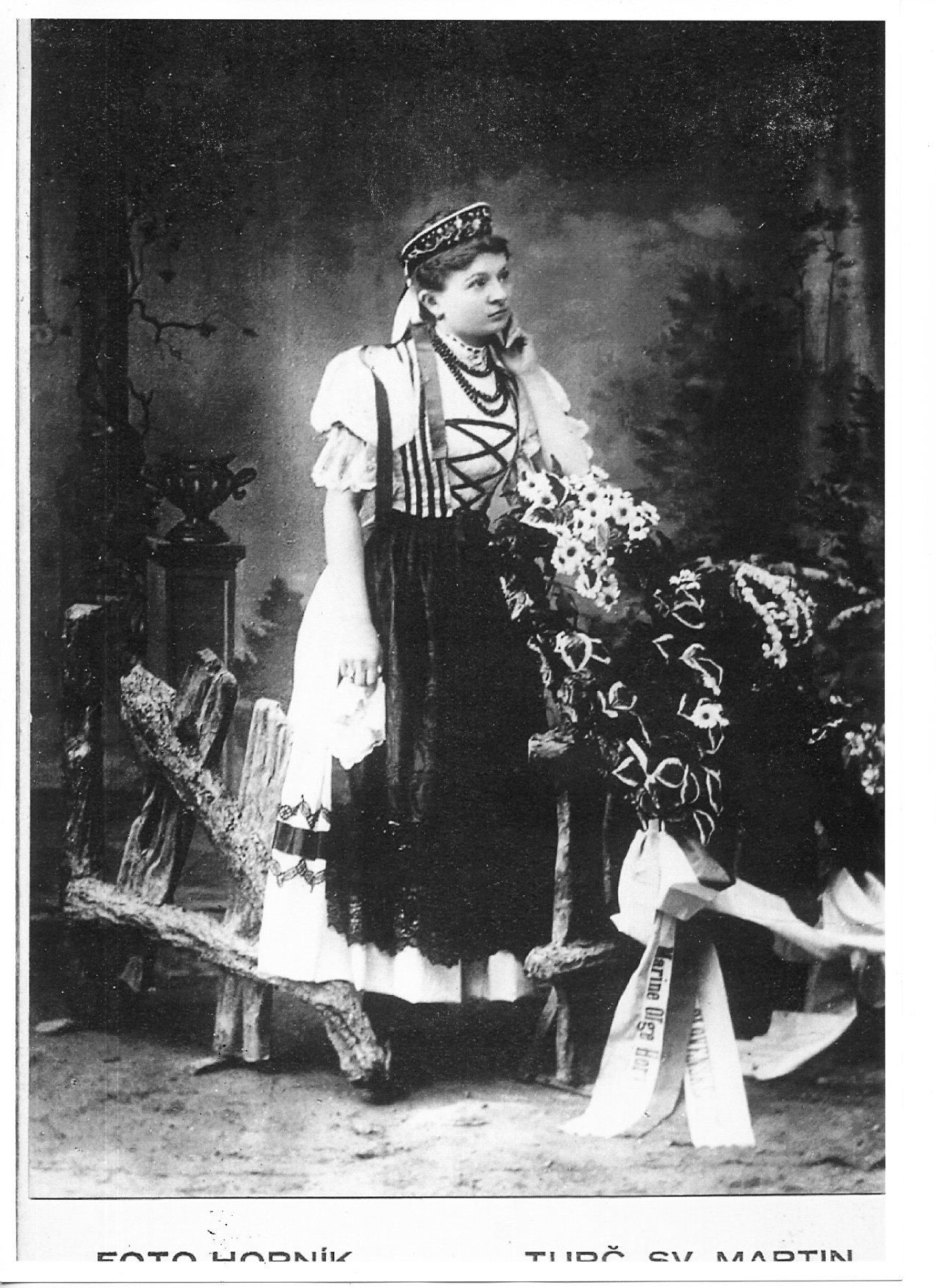
Марина Ольга Горватова (1859—1947), тётя Ивана, в 1863 году

Родился 26 июля 1904 года в городе Сеница в словацкой евангелической семье. Его дед Йозеф Горват был священником-евангелистом, деятелем словацкого движения за национальное возрождение, одним из основателей словацкого культурно-просветительского общества Матицы словацкой 4 августа 1868 года в городе Турчански-Свети-Мартин. Его отец Цирил Горват (Cyril Horváth; 1864—1931) был видным юристом. Мать — Мария Хорватова, в девичестве Крупцова (Mária Horváthová (Krupcová); 1880—1979). Дед по материнской линии Рудольф Крупец (Rudolf Krupec; 1840—1913) в 1886 году стал одним из основателей Татра-банка в городе Турчански-Свети-Мартин. Татра-банк организовывал общественную, культурную и политическую жизнь Словакии в период, когда после закрытия Матицы словацкой в 1875 году не было национальных институтов. 30 октября 1918 года Словацкий национальный совет в здании Татра-банка принял Мартинскую декларацию о вхождении Словакии в единое чехословацкое государство. Среди подписавших декларацию был Цирил Горват. Рудольф Крупец был также членом исполнительного комитета Словацкой национальной партии. К началу мирового экономического кризиса 1937—1938 гг. акционерный капитал Татра-банка составлял 75 млн крон, а распоряжался он средствами в 929 млн крон. В 1949 году при слиянии Татра-банка и Живностенского банка создан Чехословацкий национальный банк.
Сестра отца Горвата — писательница Марина Ольга Горватова (Marína Oľga Horváthová; 1859—1947).

### Образование и работа
После окончания гимназии в 1922 году поступил на юридический факультет Университета имени Я. А. Коменского в Братиславе. Окончил частную дипломатическую академию Свободной школы политической науки (ELSP — предшественник Института политических исследований) в Париже. В 1928 году получил степень дипломированного юриста (JUDr.).
Работал в Братиславе в адвокатской конторе Ивана Дерера (в 1934—1938 гг. — министр юстиции ЧСР), затем в конторе Ивана Марковича (в 1920 году — министр обороны ЧСР) в городе Нове-Место-над-Вагом. Политически был близок к социал-демократам, что было следствием влияния работодателей Дерера и Марковича, которые были ведущими членами Чехословацкой социал-демократической партии в Словакии. Был членом этой партии до 1938 года.
В 1939—1945 гг. был государственным нотариусом в Сенице.

### Происшествие в Кошутах
С возрастающим экономическим кризисом в начале 1930-х годов происходили несколько раз кровавые столкновения. Крупное движение протеста широких масс встречало подавление со стороны властей, что вызвало кровопролитие в январе 1931 года в Духцове, в мае в Кошутах и осенью того же года в Фривальдове. В Троицын день 25 мая 1931 года в Кошутах расстреляли забастовку сельскохозяйственных рабочих, когда рабочие собирались пойти на митинг, где должен был выступить Штефан Майор. Были убиты 3 человека и 14 ранены. Сразу после кровавых событий в Кошутах приехали в пострадавший город делегаты Красной помощи и КПЧ для получения наиболее объективной информации. Но их из Кошут выслали. Защитника Ш. Майора — Владимира Клементиса и редактора «Руде право» Лацо Новомеского отвели под жандармским конвоем на вокзал и втолкнули в вагон. По приезде в Кошуты 31 мая Даниэля Окали задержал жандармский патруль. Репортаж поэта Лацо Новомеского «Кошуты», помещенный Юлиусом Фучиком в «Творбе» (Tvorba) на развороте, цензура тоже изуродовала: несколько мест, причём самых важных, было вымарано.
Убийцами были жандармы, но к суду был привлечен и 13 июля 1931 года приговорён к заключению на восемь месяцев и к штрафу в размере 2000 чешских крон за «подстрекательство» один из ведущих руководителей Коммунистической партии Словакии депутат Штефан Майор. КПЧ развернула широкую кампанию против провокационного процесса над Штефаном Майором. 25 сентября 1931 года на апелляции срок увеличен до 15 месяцев. Штефан отсидел срок в тюрьме города Леопольдов.
Гневный протест против расстрела демонстрации в Кошутах, инициаторами которого были давовцы (дависты; группа писателей вокруг органа левой словацкой интеллигенции «ДАВ»), подписали в общей сложности 14 словацких и 14 чешских писателей, в том числе Мило Урбан, Ян Смрек, Эмиль Болеслав Лукач, Йозеф Гора, Йозеф Тайовский и Горват.
Илья Эренбург вспоминает о встрече с Горватом, которого называет поэтом-«давовцом», в селе Сенице, где жили родители Лацо Новомеского:
Лацо и Хорват говорили о Маяковском, Незвале, Арагоне, Пастернаке…

### Словацкое национальное восстание
Во время Словацкой республики (1939—1945) был в оппозиции.
Созданный в декабре 1943 года в Братиславе нелегальный Словацкий национальный совет (СНС), всенародный штаб сопротивления стал центральным органом антифашистского движения Сопротивления в Словакии, в котором вместе с КПС были представлены другие главные группировки освободительного движения. Горват стал членом нелегального СНС. Горват подписал от лица социал-демократов политическую программную платформу общенационального восстания, оформившую создание единого антифашистского фронта в Словакии.  По времени своего возникновения этот документ вошел в историю под названием Рождественского соглашения 1943 года. Инициатором его было пятое подпольное Центральное руководство КПС, которое с осени 1943 года вело переговоры с представителями другими антифашистских сил страны. Под руководством СНС готовилось Словацкое национальное восстание (SNP).
Во время восстания произошло слияние словацких социал-демократов и КПС, и Горват стал видным деятелем КПС.

### Коммунистический деятель
С 21 октября 1945 года (первое заседание состоялось 28 октября) по 16 мая 1946 года был депутатом временного Национального собрания Чехословацкой Республики от КПС.
В 1945 году избран депутатом СНС. Был членом исполнительного органа, действующего на территории Словакии, — Коллегии уполномоченных в качестве комиссара социального обеспечения, с 1946 года также заместитель председателя СНС.
В 1946—1948 гг. был главным редактором журнала «Культурная жизнь» (Kultúrny život), который выходил раз в две недели.
В 1948 году министр иностранных дел Клементис назначил Горвата послом в Венгрии. Его предшественник Франтишек Черны (František Černý; 1888—1970), назначенный в ноябре 1947 года, под впечатлением от февральских событий ушёл в отставку в начале июля 1948 года и эмигрировал на Запад. Работал послом в Будапеште с июля 1948 года до середины 1950 года. Отозван после «падения» Клементиса, представительство в Будапеште возглавил поверенный в делах (chargé d’affaires).

### Репрессии и освобождение
На IX съезде КПС, состоявшемся 24—27 мая 1950 года, Густав Гусак, Клементис, писатели Горват, Лацо Новомеский, Даниэль Окали и другие обвинены в словацком «словацком буржуазном национализме».
Арестован в декабре 1950 года. После пыток и допросов осуждён на 8 лет.
Освобождён в 1959 году.
Работал до своей смерти чиновником Управления социального и пенсионного обеспечения в Братиславе.
Умер 5 сентября 1960 года в Братиславе.
В августе 1963 года специальная комиссия по изучению результатов IX съезда КПС пришла к выводу, что обвинения в «словацком буржуазном национализме» беспочвены. Юридически и партийно реабилитирован.
Награждён посмертно рядом наград, включая Орден Республики.

## Личная жизнь
Женился на Марии Кунертовой (Mária Kunertová). У пары двое детей: сын Иван Горват-младший (1935—2021) — словацкий композитор и дочь Яна Шиллерова (Jana Schillerová-Horváthová; род. 28 марта 1938).

## Творчество
Активно занимался литературой с 1920-х годов, а его вторая новелла «Человек с улицы» (Člověk na ulici) принесла ему широкую известность. Часть его творчества также была вдохновлена французской средой («Возвращение в Париж» (1937) и др.), он также переводил с французского, интеллектуально был близок к левому литературно-художественному журналу «ДАВ», вдохновителем которого был Владимир Клементис.
После освобождения Горват издает сборник эссе (впечатления от поездки во Францию в 1937 году) под названием «Возвращение в Париж» (1947) и написанную ранее лирическую повесть «Жизнь с Лаурой» (1948).
Сотрудник Институт славяноведения Академии наук СССР Ю. В. Богданов (1932—2010) считает, что Горват внёс существенный «вклад в расширение творческого диапазона словацкой прозы». В «Истории словацкой литературы» (1970) Богданов пишет:
В его рассказах 1920-х гг. (сборники «Мозаика жизни и мечты», 1923; «Человек на улице», 1928) отразилось типичное для молодой прозы стремление к тематической и стилистической новизне, тяготение к художественному эксперименту. Обратившись к интеллектуальной среде, к миру студенчества, городской интеллигенции, Горват старается передать всю сложность переживаний, кризисных состояний своего современника, ищущего и не находящего реальной опоры в окружающей его меркантильной, буржуазной действительности.  Драма интеллекта составляет внутреннюю тему и дальнейшего творчества Горвата («Виза в Европу», 1930; «Так должно было случиться» , 1944; «Жизнь с Лаурой», 1948), отличающегося рафинированной культурой психологического письма, мастерским использованием внутреннего монолога как основного инструмента раскрытия духовного мира личности. Блестящий знаток французской литературы и культуры вообще («Возвращение в Париж», 1946), Горват испытал заметное влияние школы «потока сознания» (прежде всего, М. Пруста).
В «Истории литератур западных и южных славян» (2001) Богданов пишет:
В его рассказах 1920-х гг. (сб. «Мозаика жизни и мечты», 1923; «Человек на улице», 1928) активно используется техника ассоциативного письма, позволяющая рациональное восприятие мира обогатить элементами сновидения, фантазии, иронического лиризма. Пристальным интересом к скрытым от посторонних глаз порывам души человеческой Горват продолжил на новом витке литературного развития линию Словацкой модерны. Он был одним из первых в Словакии активных пропагандистов новейших художественных течений — французского сюрреализма, немецкого импрессионизма, скандинавского натурализма (К. Гамсун). Пять рассказов, включённых в сборник «Виза в Европу» (1930), ввели в словацкую литературу реальное представление о стиле жизни больших европейских центров — Парижа, Амстердама, Дрездена и т. д. Горват учился в Сорбонне, увлекался французской культурой, много путешествовал по Европе. В своих художественных произведениях он выполнял насущно необходимую функцию посредника, аккумулирующего духовные ценности, созданные за пределами Словакии, и активно внедряющего их в национальную культуру («Возвращение в Париж», 1937; издано в 1946 г.).
После февральских событий 1948 года к власти пришла КПЧ. Горват выступал 8 апреля на представительном заседании творческих деятелей Словакии под девизом «Искусство в новом обществе», которое состоялось накануне открытия Съезда национальной культуры в Праге. Это была манифестация в поддержку нового правительства Готвальда и курса на социалистические преобразования.
В 1971 году сборник прозы Горвата (Stín kolem nás), составленный Каролем Розенбаумом (Karol Rosenbaum; 1920—2001), опубликован на чешском языке в переводе Эмиля Хароуса (Emil Charous; 1928—2017) с иллюстрациями Ольги Чеховой (Olga Čechová; 1925—2010).

## Память
В 1964 году, через четыре года после его смерти на улице Штефаника в Сенице была открыта мемориальная доска Ивану Горвату. Вскоре дом был снесён вместе со всем старым городом, а вместе с ним исчезла и доска. В 2020 году, к 60-летию со смерти Ивана Горвата была организована выставка «Иван Горват, жизнь и творчество» (Ivan Horváth, život a dielo) в информационном центре Сеницы. Её перенесли из-за пандемии COVID-19. Открытие выставки с участием родственников Горвата, заместителя мэра Филипа Лацковича (Filip Lackovič) и членов Словацкого союза борцов-антифашистов (SZPB) состоялось 1 мая 2022 года. 1 мая 2022 года в присутствии мэра Сеницы Мартина Джачовского (Martin Džačovský) открыта мемориальная доска Ивану Горвату на Загорской стене славы на площади Освобождения.
В 1967 году в Братиславе опубликована монография Кароля Розенбаума «Портрет Ивана Горвата» (Podobizeň Ivana Horvátha).